# کیث چگوین
کیث چگوین (انگلیسی: Keith Chegwin; ۱۷ ژانویهٔ ۱۹۵۷ – ۱۱ دسامبر ۲۰۱۷) Broadcaster، هنرپیشه اهل بریتانیا بود.